# سان موري
بلدية سان موري (بالإسبانية: San Mori) هي بلدية تقع في مقاطعة جرندة التابعة لمنطقة كتالونيا شمال شرق إسبانيا.

## الديموغرافيا
بلغ عدد سكان بلدية سان موري 193 نسمة عام 2011 (وفقاً للمعهد الوطني الإسباني للإحصاء).
| 142 | 154 | 156 | 167 | 163 | 180 | 193 |